# Kilianki
Kilianki (niem. Friedensdorf) – wieś w Polsce, położona w województwie warmińsko-mazurskim, w powiecie oleckim, w gminie Kowale Oleckie. Miejscowość ta sąsiaduje z miejscowością Kiliany, dzięki czemu podlega pod jednego Sołtysa. Kilianki należą do parafii  Matki Bożej Różańcowej w Szarejkach. Najbliższa szkoła podstawowa znajduje się w Stożnem. Placówka poczty znajdowała się również w Stożnem, lecz po jej likwidacji najbliższa jest w Kowalach Oleckich bądź też w Olecku.
W latach 1975–1998 miejscowość administracyjnie należała do województwa suwalskiego.